# Aleró (nàutica)

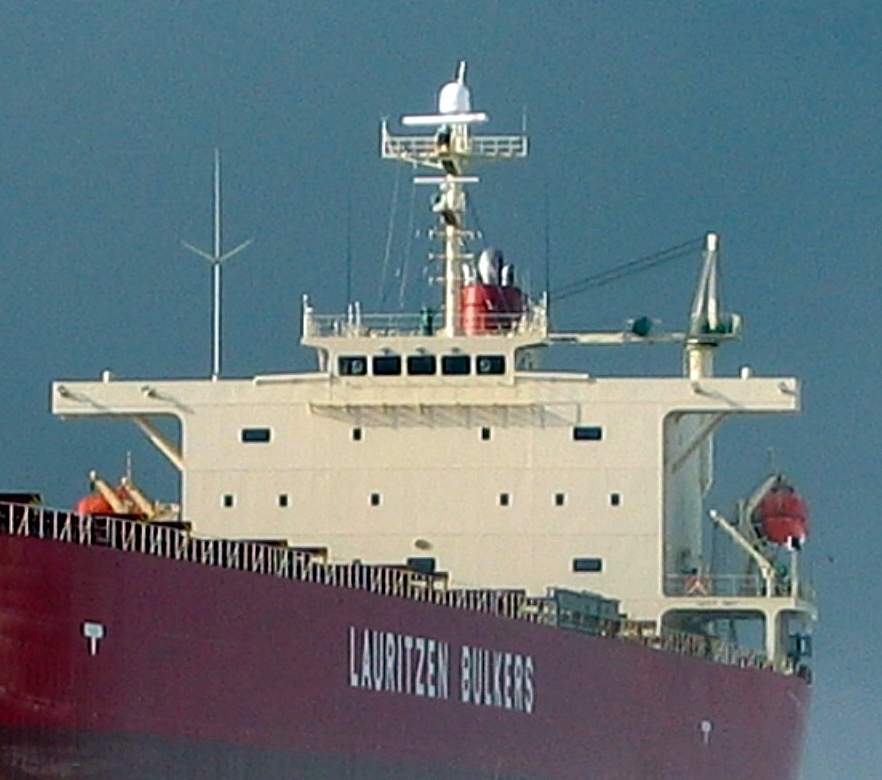
Vista dels alerons d'un vaixell de càrrega

En construcció naval, s'anomena  aleró  a les plataformes adjacents al pont de comandament que es construeixen a ambdues bandes.
Normalment té la doble finalitat de servir de punt d'observació per a les mesures astronòmiques, i durant les maniobres d'atracada o desatracada oferir un punt d'observació que permeti visualitzar la banda o costat del vaixell que toca moll.
S'instal en ells repetidors del compàs de navegació de manera que es puguin fer des d'allà marcacions a fars o mesurar l'azimut dels astres.
En la construcció mitjana es tracta d'una plataforma descoberta, però en vaixells dissenyats per a climes frígids (trencaglaç) els alerons són part de la timonera.
A la mampara frontal es construeix un trencavent per facilitar la visió cap a proa.